# Orthobelus wolcotti
Orthobelus wolcotti är en insektsart som beskrevs av Goding 1928. Orthobelus wolcotti ingår i släktet Orthobelus och familjen hornstritar. Inga underarter finns listade i Catalogue of Life.